# Lodi egyházmegye
Az olasz Lodi egyházmegye (latinul: Dioecesis Laudensis) a 4. század óta létezik, és a Milánói főegyházmegye szuffragán egyházmegyéje 2013-ban a Lodi egyházmegyében minden 1,337 katolikusra jutott egy pap.

## Története
A helyi legenda szerint Diocletianus alatt 4000 keresztényt égettek el élve a templomukban ismeretlen nevű püspökükkel együtt a templomukban. Szent Basszián, Lodi védőszentje biztosan Lodi püspök volt 378-ban.

## Püspökök

### 1300-ig
- Bassianus[4] (378-413).[5]
- Titianus (474), 1640-ben fedezték fel a relikviáit;
- Venantianus, Nagy Szent Gergely kortársa;
- Olderico (1024);
- Alberico di Merlino (1160);
- Alberto Quadrelli (1168);[6]
- Jaques de Cereto, O. Cist. (1217 – )

...

### 1300-tól 1600-ig
...
- Leone Palatini (1318), béketeremtő a Guelfek és a Ghibellinek közt;
- Paolo Cadamosto (1354),  VI. Orbán pápa legátusa  Magyarországon;
- Giacomo Balardi Arrigoni, O.P. (1407. február 26. – 1418. január 10. kinevezett, Trieszti püspök)[7]
- Gerardo Landriani[8] (1419. március 15. – 1437. március 6. kinevezett, comói püspök)
- Antonio Bernieri (1435. június 7. – 1456. május 29. elhunyt)
- Carlo Pallavicino[9] (21 Jun 1456 – 1497 Died)
- Ottaviano Maria Sforza (1497. október 27. – 1499-ben lemondott)
- Gerolamo Sansoni (1519. november 19 – 1536. elhunyt)
- Giacomo Simonetta (1536. augusztus 4. – 1537. június 20. lemondott)
- Giovanni Simonetta (1537. június 20. – 1556. elhunyt)
- Gianantonio Capizucchi (1557. július 5. – 1569. január 28. elhunyt)
- Antonio Scarampi (1569. március 9. – 1576. július 30. elhunyt)
- Gerolamo Federici (1576. augusztus 6. – 1579. december 8. elhunyt)
- Ludovico Taverna (1579 – 1616 elhunyt)

### 1600-tól 1900-ig
- Michelangelo Seghizzi, O.P. (13 Jun 1616 – Mar 1625 Died)[10][11]
- Clemente Gera (1625. május 21. – 1643. november 23. elhunyt)[10][12]
- Pietro Vidoni (id.) (1644. július 13. – 1669. június 16. lemondott)[10]
- Serafino Corio, C.R. (1669. július 15. – 1671. április 21. elhunyt)
- Giovanni Battista Rabbia, C.R. (1671. szeptember. 28. – 1672. január 19. elhunyt)
- Bartolomeo Menatti (1673. szeptember 11. – 1702. március 15. elhunyt)
- Ortensio Visconti (1702. június 12. – 1725. június 13. elhunyt)
- Carlo Ambrogio Mezzabarba(1725. július 23. – 1741. december 7. elhunyt)
- Giuseppe Gallarati (1742. ápris 18. – 14 Apr 1765 lemondott)
- Salvatore Andriani, B. (1765. április 22. – 1784. április 1. elhunyt)
- Gianantonio Della Beretta(1785. február 14. – 1816. február 16. elhunyt)
- Alessandro Maria Pagani (1819. szeptember 27. – 1835. június 27. elhunyt)
- Gaetano Benaglia (1837. október 2. – 1868. június 13 elhunyt)
- Domenico Maria Gelmini (1871. november 24. – 1888. január 25. elhunyt)
- Giovanni Battista Rota (1888. június 1. – 1913. február 24 elhunyt)

### 1900 óta
- Pietro Zanolini (1913. július 8. – 1923. december 6. elhunyt)
- Ludovico Antomelli, O.F.M. (1924. március 24. – 1927. június 19. elhunyt)
- Pietro Calchi Novati (1927. július 8. – 1952. június 11. elhunyt)
- Tarcisio Vincenzo Benedetti, O.C.D. (1952. november 11. – 1972. május 24. elhunyt)
- Giulio Oggioni (1972. szeptember 28. – 20 May 1977. május 20. kinevezett, bergamói püspök)
- Paolo Magnani (1977. július 27. – 1988, november 19., kinevezett, trevisói püspök)
- Giacomo Capuzzi (1989. március 7. – 2005. november 14. lemondott)
- Giuseppe Merisi (2005. november 14. – 26 Aug 2014. augusztus 26. lemondott)
- Maurizio Malvestiti (2014. augusztus 26. – )

## Szomszédos egyházmegyék
- Paviai egyházmegye (nyugat)
- Milánói főegyházmegye (északnyugat)
- Cremai egyházmegye (kelet)
- Cremonai egyházmegye (délkelet)
- Piacenza-Bobbiói egyházmegye (dél)

## Fordítás
Ez a szócikk részben vagy egészben  a   Roman Catholic Diocese of Lodi című angol Wikipédia-szócikk fordításán alapul.  Az eredeti cikk szerkesztőit annak laptörténete sorolja fel. Ez a jelzés csupán a megfogalmazás eredetét és a szerzői jogokat jelzi, nem szolgál a cikkben szereplő információk forrásmegjelöléseként.